# Cephalotes liepini
Cephalotes liepini är en myrart som beskrevs av De Andrade 1999. Cephalotes liepini ingår i släktet Cephalotes och familjen myror. Inga underarter finns listade.